# Vitorino Hilton
Vitorino Hilton (Brasilia, 13 de septiembre de 1977) es un exfutbolista brasileño que jugaba como defensa. Realizó gran parte de su carrera en el fútbol francés, siendo el Montpellier Hérault Sport Club el club en el que se retiró.

## Biografía
Hilton, que jugaba de defensa, empezó su carrera futbolística en las categorías inferiores del Chapecoense, donde debutó como profesional. Hasta que en 1999 abandonó el club para firmar un contrato con el Paraná Clube.
En 2001 emigró a Suiza para jugar con el Servette F. C. Con este club debutó en la Copa de la UEFA y permaneció dos temporadas en las que disputó 57 partidos y marcó dos goles.
En febrero de 2004 fichó por el S. C. Bastia francés. Debutó en la Ligue 1 el día 7 en el partido que ganaron por 1-0 al Toulouse.
En verano de ese mismo año se marchó a jugar al R. C. Lens. Con este club consiguió proclamarse campeón de la Copa Intertoto de la UEFA en dos ocasiones (2005 y 2007), lo que le permitió volver a jugar en la Copa de la UEFA. Llegó a la final de la Copa de la Liga de Francia en 2008, aunque finalmente el trofeo fue a parar al Paris Saint-Germain, que venció al R. C. Lens por dos goles a uno. Esa misma temporada el equipo acabó con 40 puntos en la clasificación (puesto 18.º), con lo que descendieron a la Ligue 2. Durante esta época sufrió una lesión que le mantuvo alejado de los terrenos de juego unos dos meses.
Al año siguiente fichó por el Olympique de Marsella, que realizó un desembolso económico de 5 millones de euros para poder hacerse con sus servicios.
Después de salir del Olympique de Marsella, firmó un contrato de un año con el Montpellier H. S. C. Hizo su debut el 14 de agosto de 2011, en una victoria por 1-0 contra el Lille O. S. C. Después anotó su primer gol para el club, en un empate 2-2 contra el F. C. Girondins de Burdeos. En Montpellier, ayudó al club a ganar su primer título de Liga tras vencer por 2-1 ante el A. J. Auxerre. Al final de la temporada 2011-12 fue nombrado Trophées UNFP del equipo de fútbol del año de 2012. Durante la temporada, su contrato se extendió después de que el club activara sus opciones para mantenerlo por otro año.
La siguiente temporada 2012-13 continuó en el primer lugar del club. Jugó su primer partido europeo en más de dos años, en una derrota por 2-1 contra el Arsenal F. C. en la fase de grupos de la Liga de Campeones. El club fue eliminado en dicha ronda después de terminar cuarto. Tras la salida de Mapou Yanga-Mbiwa al Newcastle United F. C., fue designado como nuevo capitán del club. El 1 de marzo de 2013 anotó su primer gol en una victoria 2-0 sobre el Stade Rennes F. C. Sin embargo, el club fue incapaz de defender su título de liga, ya que sucumbió ante París Saint Germain, que terminó segundo la temporada anterior. El club terminó en noveno lugar, lejos de entrar en competiciones europeas. A pesar de esto, firmó un contrato de un año con el club, hasta 2014.
En junio de 2021 anunció que dejaría Montpellier tras la expiración de su contrato el 1 de julio. Ese mismo día anunció oficialmente su retiro del fútbol.

## Clubes
| Club                  | País    | Año       |
| --------------------- | ------- | --------- |
| Chapecoense           | Brasil  | 1997-1999 |
| Paraná Clube          | Brasil  | 1999-2001 |
| Servette F. C.        | Suiza   | 2002-2004 |
| S. C. Bastia          | Francia | 2004      |
| R. C. Lens            | Francia | 2004-2008 |
| Olympique de Marsella | Francia | 2008-2011 |
| Montpellier H. S. C.  | Francia | 2011-2021 |

## Palmarés

### Títulos nacionales
| Título                     | Club                  | País    | Año  |
| -------------------------- | --------------------- | ------- | ---- |
| Copa de la Liga de Francia | Olympique de Marsella | Francia | 2010 |
| Ligue 1                    | Olympique de Marsella | Francia | 2010 |
| Supercopa de Francia       | Olympique de Marsella | Francia | 2010 |
| Copa de la Liga de Francia | Olympique de Marsella | Francia | 2011 |
| Supercopa de Francia       | Olympique de Marsella | Francia | 2011 |
| Ligue 1                    | Montpellier H. S. C.  | Francia | 2012 |

### Títulos internacionales
| Título                    | Club       | País    | Año  |
| ------------------------- | ---------- | ------- | ---- |
| Copa Intertoto de la UEFA | R. C. Lens | Francia | 2005 |
| Copa Intertoto de la UEFA | R. C. Lens | Francia | 2007 |